# Kipppunkt (Asynchronmaschine)

Die Punkte K1 und K2 markieren die Kippmomente eines Asynchronmotors

Der Kipppunkt ist der Punkt auf der Drehmoment-Drehzahl-Kennlinie einer Asynchronmaschine (ASM), in dem sie ihr maximales Drehmoment, das Kippmoment, entwickelt. Er ist zugleich der höchste Punkt auf der Drehmoment-/Drehzahlkennlinie. Wird die Asynchronmaschine im Betrieb stärker als mit dem Kippmoment motorisch oder generatorisch belastet, dann bleibt sie stehen bzw. dreht durch: sie "kippt um". Der Kipppunkt liegt im Überlastbereich der Maschine und sollte daher nur kurzzeitig erreicht werden. Im Überlastbereich erwärmt sich die Maschine unzulässig hoch. 
Im 50 Hz-Betrieb wird {\displaystyle R_{1}\ll X_{1}} sein, womit für die Daten des Kipppunktes die folgenden Formeln angenommen werden können: Das Kippmoment hängt vom Quadrat des Verhältnisses Ständerspannung zu Ständerspannungsfrequenz ab. Es fließt ein höherer Ständerstrom in die ASM, wenn eine hohe Spannung und eine geringe Frequenz anliegt. Die Höhe des Ständerstromes bestimmt die Höhe des Rotorstromes. Das Drehmoment ist dem Produkt aus beiden proportional.

## Kippmoment
Das Kippmoment ist das maximal kurzfristig verfügbare Drehmoment.
{\displaystyle {M_{K}}={\frac {m\cdot U_{1}^{2}}{4\pi \cdot n_{1}}}\cdot {\frac {1-\sigma }{R_{1}(1-\sigma )+{\sqrt {R_{1}^{2}+X_{\sigma }^{2}}}}}\approx {\frac {m\cdot U_{1}^{2}}{4\pi \cdot n_{1}\cdot X_{\sigma }}}}

## Kippschlupf
Das Lot vom Kipppunkt auf die Drehzahlachse markiert den Kippschlupf.
{\displaystyle {s_{K}}={\frac {R'_{2}}{\sqrt {R_{1}^{2}+X_{\sigma }^{2}}}}\approx {\frac {R'_{2}}{X_{\sigma }}}}

## Kloßsche Formel
Die Kloßsche Formel ist eine Näherungsgleichung für Asynchronmaschinen zur Bestimmung des Drehmoments in Abhängigkeit von der Drehzahl bzw. des Schlupfes.
{\displaystyle {\frac {M}{M_{K}}}={\frac {2}{\left({\frac {s_{K}}{s}}+{\frac {s}{s_{K}}}\right)}}}

## Erklärung der einzelnen Formelzeichen

Ersatzschaltbild einer Asynchronmaschine

| Variable                    | Bedeutung |
| --------------------------- | --- |
| {\displaystyle s}           | Schlupf der Asynchronmaschine                                                                                   |
| {\displaystyle s_{K}}       | Kippschlupf der Asynchronmaschine                                                                               |
| {\displaystyle M}           | Moment der Asynchronmaschine                                                                                    |
| {\displaystyle M_{K}}       | Kippmoment der Asynchronmaschine                                                                                |
| {\displaystyle R_{1}}       | Statorwiderstand der Asynchronmaschine                                                                          |
| {\displaystyle X_{1}}       | Statorreaktanz der Asynchronmaschine                                                                            |
| {\displaystyle R'_{2}}      | bezogener Rotorwiderstand der Asynchronmaschine                                                                 |
| {\displaystyle X'_{2}}      | bezogene Rotorimpedanz der Asynchronmaschine                                                                    |
| {\displaystyle X_{h}}       | Hauptreaktanz der Asynchronmaschine                                                                             |
| {\displaystyle \sigma }     | Streuziffer der Asynchronmaschine: {\displaystyle {\sigma }=1-{\frac {X_{h}^{2}}{(X_{1}+X_{h})(X'_{2}+X_{h})}}} |
| {\displaystyle X_{\sigma }} | {\displaystyle {X_{\sigma }}={\sigma \cdot (X_{1}+X_{h})}}                                                      |
| {\displaystyle m}           | Strangzahl, bei der Asynchronmaschine 3                                                                         |
| {\displaystyle U_{1}}       | Strangspannung der Asynchronmaschine                                                                            |
| {\displaystyle n_{1}}       | Drehzahl der Asynchronmaschine bei verschwindendem Widerstandsmoment in {\displaystyle s^{-1}}                  |